# José Gálvez (actor)
José Manuel Gálvez Velandia (Bucaramanga, Colombia, 19 de marzo de 1931-Ciudad de México, 9 de agosto de 1978), conocido como José Gálvez, fue un actor colombiano que trabajó en México haciendo películas, obras de teatro, televisión e hizo doblajes desde la década de 1960.[cita requerida]

## Biografía
José Manuel Gálvez Velandia nació el 19 de marzo de 1931 en Bucaramanga, Santander, Colombia. Estudió la preparatoria en su país natal, los que combinaba con su vocación de torero. En 1947 viajó a la Argentina para cumplir un contrato como torero y es en ese país donde debuta como actor en el teatro en la obra Casa de los batallones. Luego se integra a una compañía teatral con la que viaja a Santiago de Chile, permaneciendo ahí hasta 1953. Ese mismo año viajó a México, invitado por el actor Miguel Manzano, para trabajar en la obra Patrulla 21, con la que se inaugura el Teatro Arena. Intentó colocarse como torero, pero desde entonces desarrolló una prolífica carrera como actor de teatro. Debutó en el cine en la película El rey de México en 1955 y en la televisión en 1960. 
Trabajó en la industria del doblaje, prestando su voz para películas y series de televisión. 
En 1971 escribió, protagonizó y dirigió la película Azul/Eclipse de amor. Estuvo unido sentimentalmente a la actriz  Ofelia Guilmáin, con la que formó pareja en varias telenovelas y películas. Trabajó en alrededor de 300 obras de teatro y 60 películas. Fue fundador del teatral Instituto Helénico. Se casó con la actriz Graciela Nájera (fallecida en 1998). 
Trabajó, desde 1974-78 en la comedia televisiva Hogar dulce hogar con Luz María Aguilar, Sergio Corona y Begoña Palacios. 
Su hermano, Guillermo Gálvez, también fue actor. En 1978 sufrió un agudo ataque de diabetes y cardiopatía cuando se encontraba de vacaciones en Cancún y fue trasladado y hospitalizado de emergencia a su regreso a la Ciudad de México. Falleció el 9 de agosto de 1978, mientras estaba hospitalizado en la capital mexicana, a consecuencia de una complicación respiratoria y cardiaca, a los 47 años de edad.

## Filmografía
- 1980   Sabor a sangre ... Rómulo
- 1979   Benjamín Argumedo el rebelde ... Ignacio Sosa y Ferrer
- 1977   La muerte de un gallero ... Luis Macarena
- 1976   Longitud de guerra
- 1976   Celestina
- 1974   Presagio ... Don Jorge
- 1973   El derecho de los pobres
- 1972   Apolinar
- 1972   La magia ... Narrador (voz)
- 1972   Azul/Eclipse de amor
- 1972   El increíble profesor Zovek ... Dr. Leobardo Druso
- 1972   El negocio del odio
- 1972   Fin de fiesta ... Gonzalo de la Puente
- 1972   Pandilleros de la muerte
- 1971   El águila descalza ... Don Carlos Martínez
- 1971   Papa en onda ... Julio Casanova
- 1971   Verano ardiente ... Sr. Rodrigo García Dueñas
- 1971   Rosario ... Padre Camilo
- 1971   Los novios ... Pascualote
- 1971   Águilas de acero ... Mayor Salinas
- 1970   La mujer de oro ... Moncho Gómez
- 1970   ¿Por qué nací mujer? ... Pedro
- 1970   El cuerpazo del delito ... PG (segmento "La rebelde")
- 1970   Prohibido
- 1970   Cateto a babor ... Sgt. Canales, el tigre de San Fernando
- 1970   La mentira ... Jaime Botel
- 1970   Misión cumplida ... Jacinto Robles
- 1969   Trampa para un cadáver
- 1969   Flor marchita ... Javier Almada
- 1969   Santa
- 1969   El golfo
- 1968   Pasaporte a la muerte ... Marcus
- 1968   Un toro me llama
- 1968   El misterio de los hongos alucinantes
- 1968   Sor Ye-yé ... Pepe Castaño
- 1967   Seis días para morir ... Jaime Esquivel
- 1967   Domingo salvaje ... Padre Juan
- 1967   Su excelencia ... Camarada Osky Popovsky, primer ministro
- 1966   Pánico (segmento "Soledad")
- 1966   Doctor Satán ... Inspector Tomás Mateos
- 1966   El indomable
- 1966   Marcelo y María
- 1966   Estrategia matrimonio ... Roberto Santander
- 1966   Sangre en el Bravo ... Comisario Ramírez
- 1966   Gigantes planetarios ... El Protector
- 1966   Nosotros los jóvenes ... Julio Sr.
- 1966   Cada voz lleva su angustia ... Ferro
- 1966   La recta final ... Mario
- 1965   El juicio de Arcadio
- 1965   Amor de adolescente ... Fiscal
- 1965   Los cuervos están de luto ... Gelasio
- 1964   Neutrón contra el criminal sádico ... Dr. Van Nielsen
- 1964   He matado a un hombre ... Fiscal
- 1964   Historia de un canalla ... Fiscal Gómez
- 1964   Amor y sexo (Safo 1963) ... Licenciado Miguel Gaudal
- 1964   Semáforo en rojo
- 1964   Vuelve el Norteño ... Rolando Contreras, el Buitre
- 1963   El norteño
- 1962   El tejedor de milagros ... Marcial
- 1961   El pandillero ... Tony
- 1960   El misterio de la cobra (Carlos Lacroix en la India) ... Fagotti (acreditado como José Gálves)
- 1960   Macario ... El diablo
- 1960   El último mexicano
- 1959   Angelitos del trapecio ... Pretendiente de Lina
- 1958   Préstame tu cuerpo
- 1957   Vainilla, bronce y morir ... Enrique Vallarta
- 1957   Donde las dan las toman ... Carlos
- 1957   Cada hijo una cruz ... Pepe
- 1956   El rey de México ... Raúl Olmedo

## Series de TV
- 1974  Hogar, dulce hogar (TV Series)
- 1973  Extraño en su pueblo (TV Series)
- 1972  La señora joven (TV Series) ... Leonardo Montiel
- 1971  Sublime redención (TV Series)
- 1970  La gata (TV Series) ... Agustín Martínez Negrete
- 1969  Del altar a la tumba (TV Series) ... Román Talavera
- 1969  Lo que no fue (TV Series)
- 1968  Pueblo sin esperanza (TV Series)
- 1966  Espejismo brillaba (TV Series)
- 1966  Nuestro pequeño mundo (TV Series)
- 1965  Nuestro barrio (TV Series)
- 1964  Apasionada (TV Series)
- 1964  Gran teatro (TV Series)
- - Medea
- - Corona De Fuego
- 1963  Agonía de amor (TV Series)
- 1963  El secreto (TV Series) ....  Juan Antonio
- 1963  Madres egoístas (TV Series)
- 1963  Mi mujer y yo (TV Series)
- 1963  Traicionera (TV Series)
- 1963  Tres caras de mujer (TV Series)
- 1962  Prisionera (TV Series) .... José Antonio
- 1962  Adiós, amor mío (TV Series) .... Dr. Demetrio
- 1962  Encadenada (TV Series)
- 1962  Janina (TV Series)
- 1962  Sor Juana Inés de la Cruz (TV Series)
- 1961  La brújula rota (TV Series)
- 1960  Elisa (TV Series)
- 1960  El juicio de los padres (TV Series)
- Personaje episódico: Boris Karloff presenta: epis. # 41 - Nicolai - (Abraham Sofaer)